# Kangrali (KH)
Kangrali (KH) là một thị trấn thống kê (census town) của huyện Belgaum thuộc bang Karnataka, Ấn Độ.

## Nhân khẩu
Theo điều tra dân số năm 2001 của Ấn Độ, Kangrali (KH) có dân số 8423 người. Phái nam chiếm 51% tổng số dân và phái nữ chiếm 49%. Kangrali (KH) có tỷ lệ 73% biết đọc biết viết, cao hơn tỷ lệ trung bình toàn quốc là 59,5%: tỷ lệ cho phái nam là 79%, và tỷ lệ cho phái nữ là 67%. Tại Kangrali (KH), 14% dân số nhỏ hơn 6 tuổi.